# Andrena hermosa
Andrena hermosa är en biart som beskrevs av Ribble 1968. Andrena hermosa ingår i släktet sandbin, och familjen grävbin. Inga underarter finns listade i Catalogue of Life.